# لاسانا باثيلي
لاسانا باثيلي (بالفرنسية: Lassana Bathily)‏ (مواليد 27 يونيو 1990 في منطقة كايس في مالي) هو عامل فرنسي مالي.
اشتهر حول العالم بتاريخ 9 يناير 2015 بعد أن ساعد وهرب الرهائن اليهود المحتجزين في بورت دو فينسيين ثم تعاون على الفور مع الشرطة إثر حصار سوبر ماركت كاشير. أصبح باثيلي فيما بعد رمزا للشجاعة على الرغم من تقليله من دوره، لكن وسائل الإعلام والمسؤولين أثنوا عليه بعد أن أخفى الرهائن في غرفة باردة في الطابق السفلي من المتجر. مما سمح له بالحصول على الجنسية الفرنسية بعد 11 يومًا من حدوث الواقعة.
رفض باثيلي أن يوضع كبطل ودائماً ما كرر أن أفعاله كانت إنسانية وليست بطولية.

## حياته
ينحدر باثيلي في الأصل من قرية سامبا دراماني، في مقاطعة كايس في مالي من سكان السننكي المسلمة. وصل بشكل قانوني إلى فرنسا في 10 مارس 2006،حيث بدأ الدراسة في الثانوية المهنية جان جوريس (الدائرة التاسعة عشرة في باريس) من عام 2006 إلى عام 2009، حيث حصل على شهادة الكفاءة المهنية في الفسيفساء والصباغة. · . وبعد رفضه من مقر شرطة باريس لإصداره تصريح إقامة في مارس 2009، ناشد المحكمة الإدارية في يناير 2010 وحصل على تصريح إقامة في 22 يونيو 2011. راكم الوظائف الغير المستقرة (من تنظيف وبناء وتجارة)، حتى أصبح أبرز موظف في محل Hyper Cacher لعام 2012.